# Pilgrimage of the Soul
Pilgrimage of the Soul és l'onzè àlbum d'estudi del grup japonès Mono. Es va posar a la venda el 17 de setembre de 2021. Les discogràfiques encarregades de la seva distribució van ser Temporary Residence Ltd. (Nord-amèrica), Pelagic Records (Europa) i New Noise (Xina).
Quan el grup va acabar la gira del seu 20è aniversari amb el directe Beyond the Past, el seu líder, Takaakira 'Taka' Goto, va sentir que una mena de pelegrinatge s'havia completat. Amb aquesta idea va pensar a descriure els últims vint anys de trajectòria de la banda en aquest Pilgrimage of the Soul. L'àlbum es va enregistrar l'estiu de 2020, en plena pandèmia, a Electrical Audio Studios de Chicago, amb l'enginyer de so Steve Albini.
El col·lectiu madrileny Alison Group va realitzar els curtmetratges de «Riptide», un tema sobre continuar avançant en els camins en què creiem, i «Innocence», sobre l'esplendor de viure de manera pura, amb somnis al cor.

## Llistat de pistes
| Núm. | Títol                                    | Durada |
| ---- | ---------------------------------------- | ------ |
| 1.   | «Riptide»                                | 5:52   |
| 2.   | «Imperfect Things»                       | 6:26   |
| 3.   | «Heaven in a Wild Flower»                | 7:10   |
| 4.   | «To See a World»                         | 4:00   |
| 5.   | «Innocence»                              | 8:10   |
| 6.   | «The Auguries»                           | 7:20   |
| 7.   | «Hold Infinity in the Palm of Your Hand» | 12:22  |
| 8.   | «And Eternity in an Hour»                | 5:52   |